# Vadu Părului, Prahova
Vadu Părului este un sat în comuna Albești-Paleologu din județul Prahova, Muntenia, România.
 Acest articol despre o localitate din județul Prahova este deocamdată un ciot. Puteți ajuta Wikipedia prin completarea lui.